# Jeremy Patzer
Pour les articles homonymes, voir Patzer.
Jeremy Patzer, né le 26 mars 1987, est un homme politique canadien. 
Il est député fédéral conservateur la circonscription saskatcehewanaise de Cypress Hills—Grasslands à la Chambre des communes du Canada de 2019 à 2025 et de Swift Current—Grasslands—Kindersley depuis 2025.

## Biographie
Né à Frontier (en) en Saskatchewan, Patzer est le neveu du député et prédécesseur David Anderson.